# Jona Eisenblätter
Jona Eisenblätter (* 7. Januar 2008 in Leipzig) ist ein deutscher Filmschauspieler.

## Leben
Jona Eisenblätter wurde 2008 in Leipzig geboren. Eisenblätter hat drei Brüder, Joël, Levi und Milo Eisenblätter. Er lebt in Berlin.

## Filmografie
- 2016: Ich will (k)ein Kind von Dir
- 2017: Dr. Klein
- 2018: Das Joshua-Profil
- 2018: Polizeiruf 110: Demokratie stirbt in Finsternis
- 2018: Der Mordanschlag
- 2018: Der Kriminalist
- 2018: Blochin: Das letzte Kapitel
- 2019: In aller Freundschaft – Die jungen Ärzte
- 2019: Beck is back!
- 2019: Und tot bist Du! – Ein Schwarzwaldkrimi
- 2020: Max und die wilde 7
- 2020: Fulgidusen (Kurzfilm)
- 2021: Requiem für einen Freund
- 2021: Zwischen uns
- 2021: Die Welt steht still
- 2022: Seeland – Ein Krimi vom Bodensee
- 2023: Das Mädchen am Strand